# Josef Bonaparte
Josef-Napoleon Bonaparte (rozen Giuseppe di Buonaparte, korsicky: Ghjuseppe Nabulione Bonaparte; španělsky: José Napoleón Bonaparte; 7. leden 1768, Corte – 28. červenec 1844, Florencie) byl francouzský státník, právník, diplomat a starší bratr Napoleona Bonaparte. Během napoleonských válek se stal neapolským (1806–1808) a poté španělským králem (1808–1813). Po pádu Napoleona se tituloval jako Comte de Survilliers a emigroval do Spojených států amerických, kde se usadil poblíž Bordentownu v New Jersey na panství s výhledem na řeku Delaware nedaleko Filadelfie.

## Raný život a kariéra
Josef se narodil 7. ledna 1768 jako Giuseppe Buonaparte Carlu Buonapartovi a Marii Letizii Ramolino v Corte, hlavním městě Korsické republiky. V roce jeho narození byla Korsika napadena Francií a následujícího roku dobyta. Jeho otec byl původně stoupencem korsického vlasteneckého vůdce Pasquale Paoliho, ale později se stal stoupencem francouzské vlády.
Díky královskému stipendiu pro zchudlou šlechtu mohli bratři Josef a Napoleon studovat ve Francii. Josef vstoupil roku 1779 na internát v Autunu. Z původně plánované duchovní kariéry sešlo a Josef pak studoval na universitě v Pise práva jako jeho otec Carlo Buonaparte. Poté pracoval jako advokát, soudce, ale především v diplomatických službách v Římě. 
Jako právník, politik a diplomat působil v Radě pěti set a jako francouzský velvyslanec v papežských státech. V roce 1799 využil svého postavení člena Rady pěti set, aby pomohl svému bratrovi Napoleonovi svrhnout direktorium. Dne 30. září 1800 podepsal jako zplnomocněný ministr spolu s Charlesem Pierrem Claretem de Fleurieu a Pierrem Louisem Roedererem Mortefontainskou smlouvu, smlouvu o přátelství a obchodu mezi Francií a Spojenými státy.

## Neapolský král
Po vypuknutí války mezi Francií a Rakouskem v roce 1805 souhlasil Ferdinand IV. Neapolsko-Sicilský se smlouvou o neutralitě s Napoleonem I., ale o několik dní později se přihlásil k Rakousku. Povolil vylodění velkých anglo-ruských sil ve svém království. Napoleon však brzy zvítězil. Poté, co byla válka třetí koalice 5. prosince v bitvě u Slavkova rozbita, byl Ferdinand vystaven Napoleonovu hněvu.
27. prosince 1805 vydal Napoleon ze Schönbrunnu prohlášení, že Ferdinand přišel o své království. Prohlásil, že brzy bude následovat francouzská invaze, aby zajistil, že „nejkrásnější ze zemí bude zbavena jha nejnevěrnějšího z lidí."

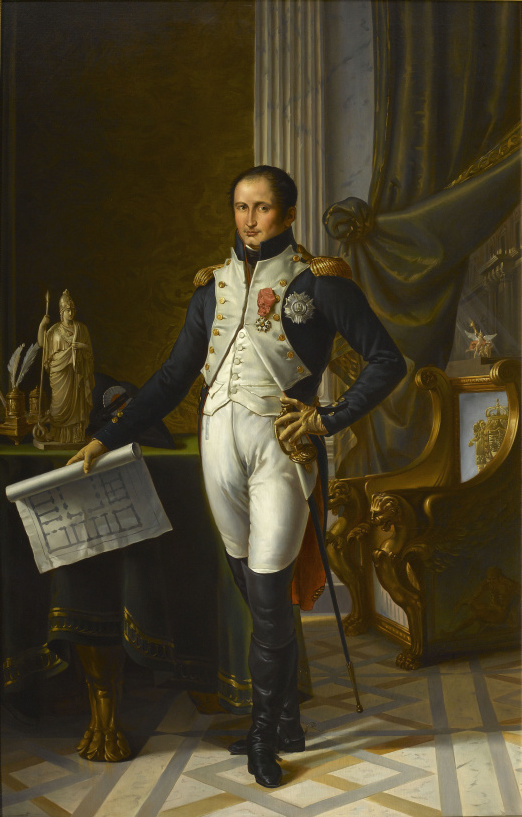
Portrét neapolského krále Josefa Bonaparta, 1808

31. prosince Napoleon přikázal Josefu Bonapartovi, aby se přesunul do Říma, kde měl velet armádě vyslané zbavit Ferdinanda trůnu. Ačkoli byl Bonaparte nominálním vrchním velitelem výpravy, faktickým velitelem operací byl maršál Masséna, kterému sekundoval generál Saint-Cyr, který předtím zastával vyšší velení francouzských jednotek v regionu, však brzy na protest proti tomu, že byl podřízen Massénovi, rezignoval a odjel do Paříže. Rozhořčený Napoleon nařídil Saint-Cyrovi, aby se okamžitě vrátil na své místo.
8. února 1806 vstoupila do Neapole francouzská invazní armáda o síle čtyřiceti tisíc mužů. Střed a pravá část armády pod velením Massény a generála Reyniera postupovaly na jih od Říma, zatímco Giuseppe Lechi vedl síly po pobřeží Jaderského moře od Ancony. Na doporučení svého bratra se Bonaparte připojil k Reynierovi. Francouzský postup se setkal jen s malým odporem. Ještě než francouzské jednotky překročily hranice, anglo-ruské síly se daly na obezřetný ústup, Britové se stáhli na Sicílii a Rusové na Korfu. Král Ferdinand, opuštěný svými spojenci, již 23. ledna rovněž odplul do Palerma. Královna Marie Karolína se ještě chvíli zdržela v hlavním městě, ale 11. února uprchla za svým manželem.
První překážkou, na kterou Francouzi narazili, byla pevnost Gaeta; její guvernér, princ Ludvík Hesensko-Filipsthalský, se odmítl vzdát svého velení. K žádnému významnému zdržení útočníků nedošlo, neboť Masséna vyčlenil malé síly, aby posádku oblehly, než budou pokračovat na jih. Capua otevřela své brány jen po symbolickém odporu. Dne 14. února se Masséna zmocnil Neapole a následujícího dne Bonaparte uspořádal triumfální vjezd do města. Reynier byl rychle vyslán, aby převzal kontrolu nad Messinskou úžinou, a 9. března způsobil neapolské královské armádě drtivou porážku v bitvě u Campo Tenese, čímž ji fakticky zničil jako bojovou sílu a zajistil Francouzům celou pevninu.
30. března 1806 vydal Napoleon dekret, kterým Josefa Bonaparta jmenoval králem Neapole a Sicílie.
Josefův příjezd do Neapole byl vřele přivítán jásotem a on se těšil, že bude panovníkem, kterého budou mít poddaní rádi. Snažil se získat přízeň místních elit, na svých postech udržel naprostou většinu těch, kteří zastávali úřady a postavení za Bourbonů, a dbal na to, aby v žádném případě nepůsobil jako cizí utlačovatel. Když byla v hlavním městě ustavena prozatímní vláda, vydal se Josef v doprovodu generála Lamarquea okamžitě na cestu po svém novém království. Hlavním cílem cesty bylo posoudit možnost okamžité invaze na Sicílii a vyhnání Ferdinanda a Marie Karolíny z jejich útočiště v Palermu. Po přezkoumání situace v Messinské úžině byl však Josef nucen uznat, že takový podnik není možný, protože Bourboni odvezli všechny lodě a transporty z pobřeží a soustředili své zbývající síly spolu s Brity na protější straně. Josef se nemohl zmocnit Sicílie, nicméně byl pánem pevniny a pokračoval ve svém postupu přes Kalábrii a dále do Lukánie a Apulie, navštěvoval hlavní vesnice a setkával se s místními významnými osobnostmi, duchovními a lidmi, aby si jeho lid zvykl na svého nového krále a mohl si z první ruky udělat obrázek o stavu svého království.
Po návratu do Neapole přijal Bonaparte deputaci francouzského senátu, která mu blahopřála k nástupu. Král sestavil ministerstvo, v němž pracovalo mnoho schopných a talentovaných mužů; byl odhodlán sledovat reformní program a přinést Neapoli výhody Francouzské revoluce bez jejích excesů. Saliceti byl jmenován ministrem policie, Roederer ministrem financí, Miot ministrem vnitra a generál Dumas ministrem války. Maršál Jourdan byl rovněž potvrzen ve funkci neapolského guvernéra, kterého jmenoval Napoleon, a působil jako Bonapartův přední vojenský poradce.
Bonaparte zahájil ambiciózní program reforem a obnovy s cílem pozvednout Neapol na úroveň moderního státu po vzoru napoleonské Francie. Klášterní řády byly zrušeny, jejich majetek znárodněn a jejich finanční prostředky zkonfiskovány, aby se stabilizovaly královské finance. Feudální výsady a daně byly zrušeny; šlechta však byla odškodněna náhradou v podobě certifikátu, který bylo možné vyměnit za pozemky znárodněné církvi. Provinční intendanti byli pověřeni, aby angažovali ty vyvlastněné bývalé mnichy, kteří byli ochotni pracovat ve veřejném školství, a aby zajistili, že staří mniši, kteří již nebyli schopni se sami živit, se mohli přestěhovat do komunálních zařízení založených pro jejich péči. V každé provincii byla zřízena kolej pro vzdělávání mladých dívek. Pro dcery veřejných funkcionářů a nejschopnější z provinčních škol byla založena ústřední kolej v Averse, kam měly být přijímány pod osobní patronací královny Julie.
Byla zrušena praxe násilného náboru vězňů do armády. K potlačení a kontrole loupežníků v horách byly zřízeny vojenské komise s pravomocí soudit a popravit bez odvolání všechny loupežníky zatčené se zbraněmi. Byly zahájeny programy veřejných prací, které měly zajistit zaměstnání chudým a investovat do zlepšení stavu království. Byly vybudovány dálnice do Reggia. Projekt kalábrijské silnice byl za Bonaparta po desetiletích odkladů dokončen během jednoho roku. Ve druhém roce své vlády Bonaparte zavedl v Neapoli první systém veřejného pouličního osvětlení po vzoru toho, které fungovalo v Paříži.
Přestože království v té době nemělo ústavu, a panovníkova vůle tak byla nejvyšší, neexistuje žádný případ, kdy by Josef přijal nějaké politické opatření bez předchozího projednání ve státní radě a bez toho, že by se pro něj poradci většinově vyslovili. Josef tak řídil Neapol v nejlepších tradicích osvíceného absolutismu a během své krátké dvouleté vlády zdvojnásobil příjmy koruny ze sedmi na čtrnáct milionů dukátů, přičemž se po celou dobu snažil břemena svého lidu spíše ulehčovat než zvyšovat.
Josef vládl Neapoli dva roky, než ho nahradil manžel jeho sestry Joachim Murat. V srpnu 1808, krátce po francouzské invazi, se Josef stal španělským králem.

## Španělský král

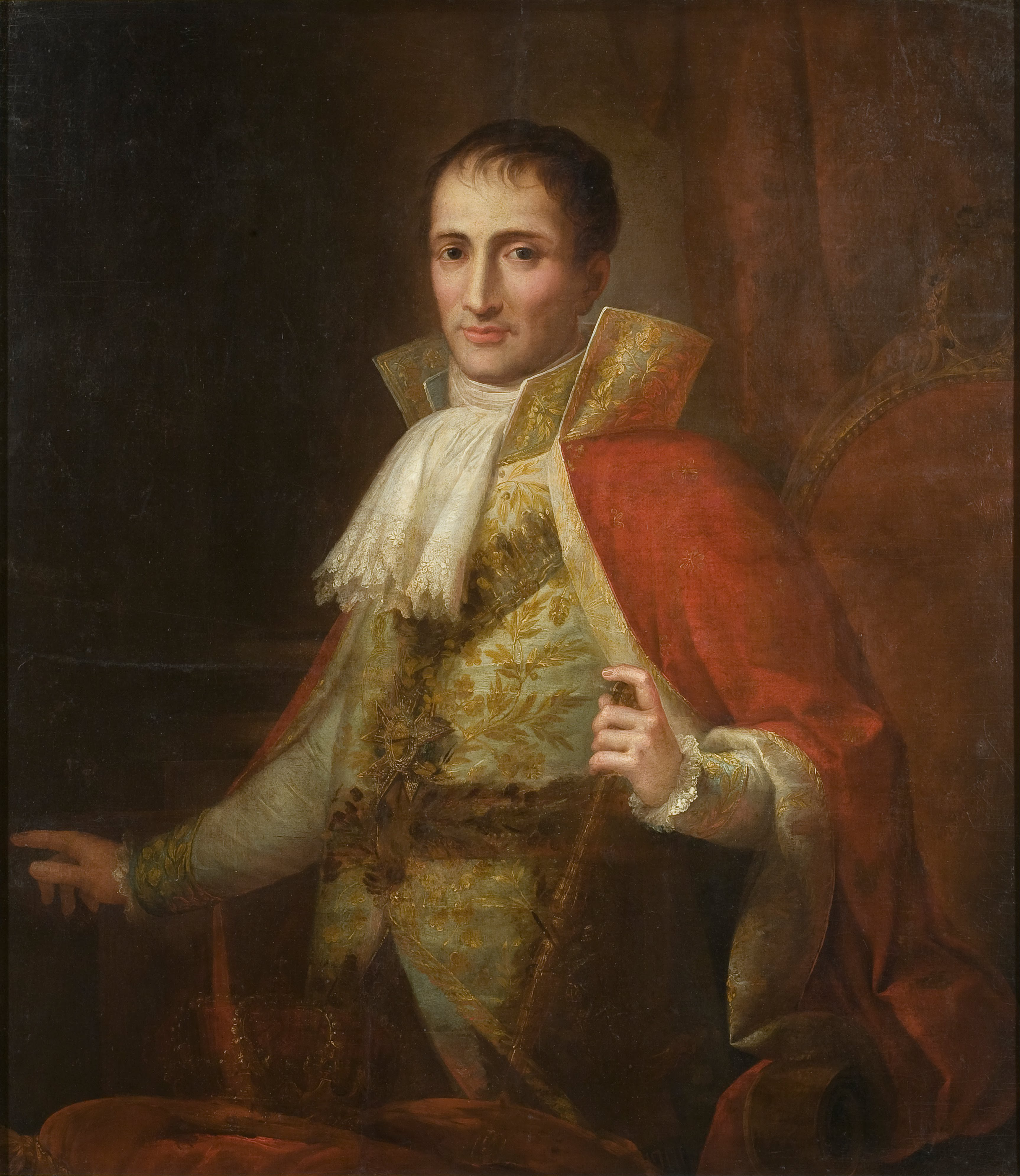
Portrét od Josepha Flaugiera, asi 1809

Josef poněkud neochotně opustil Neapol, kde byl oblíbený, a přijel do Španělska, kde byl velmi neoblíbený. Josef se ve Španělsku ocitl pod silnou palbou svých odpůrců, kteří se snažili pošpinit jeho pověst tím, že ho nazývali Pepe Botella (Pepa Flaška) kvůli jeho údajnému nadměrnému pití alkoholu, což se opakovalo v pozdější španělské historiografii, přestože Josef byl abstinent. Jeho příchod jako cizího panovníka vyvolal masivní španělské povstání proti francouzské nadvládě a začátek Poloostrovní války. Thompson uvádí, že španělské povstání bylo „reakcí na nové instituce a ideje, hnutím za věrnost starému řádu: dědičné koruně nejkatoličtějších králů, kterou Napoleon, exkomunikovaný nepřítel papeže, nasadil na hlavu Francouze; katolické církvi pronásledované republikány, kteří znesvěcovali kostely, vraždili kněze a prosazovali ,,loi des cultes" (zákon o náboženství); a místním a provinčním právům a výsadám ohroženým efektivně centralizovanou vládou.
Josef se s velkou částí francouzské armády dočasně stáhl do severního Španělska. Josef se cítil v potupném postavení, a proto navrhl vlastní abdikaci ze španělského trůnu v naději, že Napoleon schválí jeho návrat na neapolský trůn, který dříve zastával. Napoleon Josefovy pochybnosti rázně odmítl, a aby podpořil syrové a špatně vycvičené jednotky, které původně do Španělska přidělil, vyslal císař těžké francouzské posily, které měly Josefovi pomoci udržet jeho pozici španělského krále. Navzdory snadnému znovudobytí Madridu a nominální kontrole Josefovy vlády nad mnoha městy a provinciemi byla Josefova vláda nad Španělskem vždy přinejlepším nejistá a byla sužována téměř neustálými konflikty s probourbonskými partyzány. Josef a jeho stoupenci nikdy nezískali úplnou kontrolu nad zemí a po řadě neúspěšných vojenských tažení nakonec abdikoval na trůn.
Španělští příznivci krále Josefa se nazývali josefinos nebo afrancesados (francouzsky). Během své vlády ukončil španělskou inkvizici, mimo jiné proto, že Napoleon byl v té době ve sporu s papežem Piem VII. Navzdory těmto snahám o získání popularity byl Josefův cizí původ a podpora a jeho členství v zednářské lóži prakticky zárukou, že ho většina španělského lidu nikdy nepřijme jako legitimního. Během Josefovy vlády ve Španělsku vyhlásila Venezuela nezávislost na Španělsku. Král neměl na průběh probíhající poloostrovní války prakticky žádný vliv: Josefovo nominální velení francouzským silám ve Španělsku bylo většinou iluzorní, protože francouzští velitelé teoreticky podřízení králi Josefovi trvali na tom, že se před provedením Josefových pokynů poradí s Napoleonem.
Král Josef se vzdal španělského trůnu a vrátil se do Francie poté, co byly hlavní francouzské síly poraženy koalicí vedenou Brity v bitvě u Vitorie v roce 1813. Během závěrečného tažení války šesté koalice přenechal Napoleon I. svému bratrovi vládu v Paříži s titulem generálporučíka císařství. V důsledku toho opět nominálně velel francouzské císařské armádě, která byla poražena v bitvě o Paříž.
Někteří bonapartisté ho považovali za právoplatného císaře Francie po smrti Napoleonova syna Napoleona II. v roce 1832, ačkoli pro své nároky udělal jen málo.

## Pozdější léta života

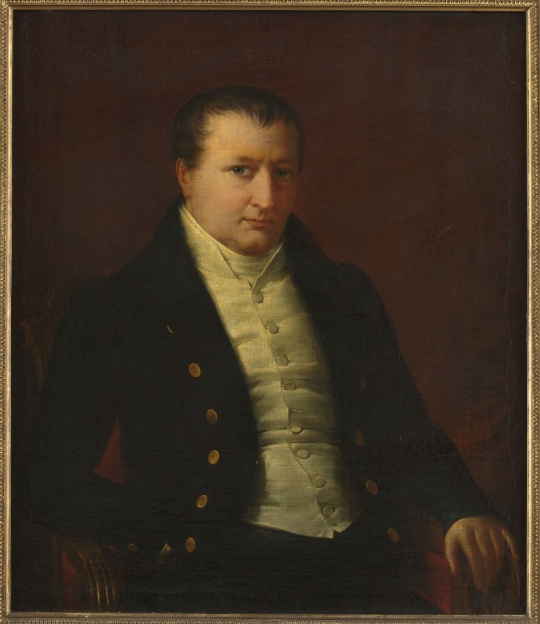
Portrét Josefa v Point Breeze, který namaloval francouzský malíř Innocent-Louis Goubaud 2. února 1832 během návštěvy Bonaparta na jeho panství v New Jersey.

Bonaparte odplul do Spojených států na palubě lodi Commerce pod jménem M. Bouchard. Britští námořní důstojníci loď třikrát prohledali, ale Bonaparta na palubě nikdy nenašli a loď dorazila 15. července 1815. V letech 1817-1832 žil Bonaparte především ve Spojených státech (kde prodal šperky, které odvezl ze Španělska). Nejprve se usadil v New Yorku a Filadelfii, kde se jeho dům stal centrem aktivit francouzských přistěhovalců. V roce 1823 byl zvolen členem Americké filozofické společnosti. Později zakoupil panství, které se jmenovalo Point Breeze a které dříve vlastnil Stephen Sayre. Nacházelo se v Bordentownu ve státě New Jersey na východní straně řeky Delaware. Nacházel se poblíž soutoku Crosswicks Creek a Delaware. Sayreův dům značně rozšířil a vytvořil rozsáhlé zahrady v malebném stylu. Když jeho první dům v lednu 1820 zničil požár, přestavěl své stáje na druhý velkolepý dům. Po dokončení byl všeobecně považován - možná diplomaticky - za „druhý nejdokonalejší dům v Americe“ po Bílém domě. V Point Breeze Bonaparte hostil mnoho předních intelektuálů a politiků své doby.
Někteří mexičtí revolucionáři údajně nabídli Bonapartovi v roce 1820 korunu mexického císaře, ale ten odmítl. Mexiko získalo nezávislost na Španělsku v roce 1821.
V roce 1832 se Bonaparte přestěhoval do Londýna a na své panství ve Spojených státech se vracel jen s přestávkami. V roce 1844 zemřel v italské Florencii. Jeho tělo bylo vráceno do Francie a pohřbeno v pařížské Invalidovně.

## Rodina
Josef Bonaparte se roku 1794 oženil s Julií Clary, dcerou bohatého obchodníka Françoise Claryho (* 1725) z Marseilles. Její mladší sestra byla Désirée Clary, bývalá snoubenka Napoleona a později královna švédská. Vzdáleným příbuzným byl maršál Suchet, který se oženil s dcerou její sestry.
S Julií měl Josef dvě dcery:
- Zénaïde Bonapartová (8. července 1801 – 8. srpna 1854), ⚭ 1822 Charles Lucien Bonaparte (24. května 1803 – 29. července 1857)
- Šarlota Bonapartová (31. října 1802 – 2. března 1839), ⚭ 1826 Napoleon Ludvík Bonaparte (11. října 1804 – 17. března 1831), velkovévoda z Bergu a Klévska, roku 1810 se na deset dní stal holandským králem